# ديوجانس اللايرتي
ديوجانس اللايرتي (إزدهر في النصف الأول من القرن الثالث الميلادي) هو كاتب اغريقي، مصنف «سير مشاهير الفلاسفة ومذاهبهم وأقوالهم».
وقد ظهرت نسخة عربية مختصرة من كتابه بعنوان «مختصر تراجم مشاهير قدماء الفلاسفة» نقلها عبد الله بن حسين المصري وطبعت في بولاق سنة 1252 هـ. كما ظهرت ترجمة حديثة لإمام عبد الفتاح إمام سنة 1426 هـ عن المجلس الأعلى للثقافة.